# Ophisma
Ophisma is een geslacht van vlinders van de familie van de spinneruilen (Erebidae).

## Soorten
- O. aeolida Druce, 1890
- O. basigutta Felder & Rogenhofer, 1874
- O. despagnesi Guenée, 1852
- O. diatonica Möschler, 1880
- O. fulvipuncta Schaus, 1911
- O. gravata Guenée, 1852
- O. minna Guenée, 1852
- O. nobilis Schaus, 1911
- O. pallescens (Walker, 1864)
- O. pyrosticha Druce, 1912
- O. sinuata Schaus, 1901
- O. tecta Schaus, 1894
- O. toulgoeti Barbut & Lalanne-Cassou, 2010
- O. tropicalis Guenée, 1852
- O. turturoides Walker, 1858
- O. variata Schaus, 1901

## Niet meer in dit geslacht
- Ophisma albitermia (Hampson, 1910)
- Ophisma cuprizonea Hampson, 1913
- Ophisma exuleata Möschler, 1884
- Ophisma lunulifera Walker, 1865
- Ophisma teterrima Hampson, 1913

## Status onduidelijk
- Ophisma angulata Schaus